# Sphegigaster venusta
Sphegigaster venusta är en stekelart som beskrevs av Huang 1990. Sphegigaster venusta ingår i släktet Sphegigaster och familjen puppglanssteklar. Inga underarter finns listade i Catalogue of Life.